# Mihály Mészáros
Pour les articles homonymes, voir Mészáros.
Mihály Mészáros, dit Michu, né le 1er octobre 1939 à Budapest et mort le 13 juin 2016 à Los Angeles, est un acteur et acrobate américain d'origine hongroise, connu pour sa petite taille.

## Biographie
Mesurant 0,83 m, issu du monde du cirque en Hongrie, Mihály Mészáros est surtout connu pour avoir endossé le costume à fourrure de l'extraterrestre Alf, de la sitcom éponyme. Il fait son apparition dans 15 épisodes, notamment lorsque l'on voit Alf debout ou en train de marcher ou courir, alors que le reste des scènes utilise une marionnette. Son nom est mentionné au générique en tant qu'« assistant » pour Alf. Mihály Mészáros a ensuite fait quelques films de second plan. Il résidait à Beverly Hills en Californie.
Il apparaît sur la pochette du disque, Strange Days des Doors en 1967, celle de Dangerous de 1991 de Michael Jackson et dans le spot publicitaire Pepsi Dreams.
Il meurt le 13 juin 2016 à Los Angeles quelques jours après avoir été retrouvé inconscient dans la salle de bains de sa propriété de Beverly Hills par son manager Dennis Varga.

## Filmographie
- 1986-1990 : Alf : dans 101 épisodes et dans le téléfilm Projet Alf en 1996
- 1988 : Waxwork : Hans
- 1988 : Big Top Pee-wee : Andy
- 1993 : Warlock: The Armageddon : Augusto
- 1993 : La Cité des monstres (Freaked) de Tom Stern et Alex Winter : George Ramirez #4.